# 阿斯托利亞-迪特馬斯林蔭路車站
阿斯托利亞-迪特馬斯林蔭路車站（英語：Astoria–Ditmars Boulevard station）是美國紐約地鐵BMT阿斯托利亞線的北端總站，位於皇后區阿斯托利亞31街介於23大道及迪特馬斯林蔭路間，設有N線（任何時候停站）與W線（僅平日停站）列車服務。

## 車站結構
| P 月台層 | 南行     | ← 往康尼島-斯提威爾大道 (阿斯托利亞林蔭路) ← 平日往白廳街-南碼頭 (阿斯托利亞林蔭路) |
| P 月台層 | 島式月台 |                                                                                     |
| P 月台層 | 南行     | ← 往康尼島-斯提威爾大道 (阿斯托利亞林蔭路) ← 平日往白廳街-南碼頭 (阿斯托利亞林蔭路) |
| M        | 夾層     | 閘機、車站詢間處、MetroCard自動售票機                                               |
| G        | 街道     | 出入口                                                                              |

此站設有一個島式月台和兩條軌道，部分位於紐約連接鐵路下方。軌道在月台北端的止衝擋結束。
此站以北，結構結束前還要往前行若干碼，為東延至拉瓜迪亞機場準備。這是未曾興建的前往貝賽德延線。

## 外部連結
- nycsubway.org—BMT Astoria Line: Ditmars Boulevard
- Station Reporter — N Train
- Ditmars Boulevard entrance from Google Maps Street View （页面存档备份，存于）
- Platform from Google Maps Street View